# Техасвилль
«Техасвилль» (англ. Texasville) — американский кинофильм 1990 года. Экранизация произведения, автор которого — Ларри Макмёртри. Сиквел ленты 1971 года «Последний киносеанс».
Джефф Бриджес, Сибилл Шеперд, Клорис Личмен, Тимоти Боттомс, Рэнди Куэйд и Айлин Бреннан исполняют роли тех же персонажей. В отличие от чёрно-белого оригинала «Техасвилль» снят в цвете.

## Сюжет
В 1984 году, спустя 33 года после событий изображенных в «Последнем киносеансе», Дуэйн Джексон, которому уже лет пятьдесят, состоятельный хозяин нефтяной компании. Хотя в его семейной жизни далеко не всё так гладко. Его жена Карла считает, что её тихий и мягкий Дуэйн ей изменяет, их сын Дикки, судя по приметам, весь в отца, да и внуки безобразничают.
Вдобавок к их собственному семейному разладу, у многих других жителей их городка Анарин те же проблемы. В том числе у подавленного Лестера Марлоу, у которого не ясно что быстрее наступит — развал бизнеса или инфаркт или всё сразу, и у Рут Поппер, ныне работающей секретарём у Дуэйна.
Что касается давнего лучшего друга Дуэйна, Сонни Кроуфорда, то его всё более странное поведение заставляет беспокоиться Дуэйна о психическом здоровье Сонни. 
В это время, спустя много лет, в Анарин возвращается Джейси Фэрроу. Она путешествовала по миру до тех пор, пока мучительная трагедия не привела её в родной город и… снова в жизнь Дуэйна.

## В ролях
- Джефф Бриджес — Дуэйн Джексон
- Тимоти Боттомс — Сонни Кроуфорд
- Сибилл Шеперд — Джейси Фэрроу
- Клорис Личмен — Рут Поппер
- Рэнди Куэйд — Лестер Марлоу
- Энни Поттс — Карла Джексон
- Уильям МакНамара — Дикки Джексон
- Айлин Бреннан — Женевьева Морган

## Даты премьер
Даты приведены в соответствии с данными IMDb.
- США — 28 сентября 1990
- Великобритания — 7 декабря 1990
- Германия — 14 февраля 1991
- Португалия — 21 июня 1991
- Испания — 9 августа 1991
- Турция — сентябрь 1991
- Нидерланды — 18 октября 1991
- Франция — 7 сентября 1994

## Интересные факты
Съёмки проходили преимущественно в техасском округе Арчер, в городах Арчер-Сити и Уичито-Фолс.